# Prittitz
Prittitz is een plaats en voormalige gemeente in de Duitse deelstaat Saksen-Anhalt en maakt deel uit van de gemeente Teuchern in de Landkreis Burgenlandkreis.
Prittitz telt 995 inwoners.